# Old Buckenham
Old Buckenham – wieś w Anglii, w hrabstwie Norfolk, w dystrykcie Breckland. Leży 26 km na południowy zachód od Norwich i 134 km na północny wschód od Londynu. W 2001 miejscowość liczyła 1294 mieszkańców.